# Claude Aigueparses
Pour les articles homonymes, voir Aigueparses.
Claude Aigueparses, né le 14 juillet 1949 à Saint-Mamet-la-Salvetat (Cantal), est un coureur cycliste français, du début des années 1970.

## Biographie
Claude Aiguesparses devient coureur professionnel en octobre 1972 au sein de l'équipe Peugeot-BP-Michelin.

## Palmarès
- Amateur
  - 1970-1972 : 37 victoires
- 1970
  - 3e du Grand Prix de France
- 1971
  -  Champion de France du contre-la-montre par équipes
  - 3e étape de la Route de France
  - Souvenir Daniel-Fix
  - Tour Nivernais Morvan :
    - Classement général
    - 3e et 4e étapes

  - Circuit du Cantal
  - Flèche d'or (avec Jean-Pierre Guitard)
  - 2e des Trois Jours de Lumbres
  - 2e de la Route de France
  - 2e du Tour d'Écosse
  - 2e du Grand Prix d'Issoire
  - 2e de Paris-Vierzon
  - 3e des Trois Jours de Lumbres
  - 3e du championnat de France sur route amateurs
- 1972
  - Paris-Rouen
  - Paris-Vailly
  - 3e étape du Tour Nivernais Morvan
  - Paris-Auxerre
  - 2e du Circuit de la Sarthe
  - 2e de Paris-Épernay
  - 3e du Circuit du Cantal
  - 3e du championnat de France du contre-la-montre par équipes
  - 3e de Paris-Vierzon
- 1973
  - 2e du Tour de l'Aude
- 1974
  - 3e du Grand Prix de Plouay
- 1976
  - Grand Prix de la Trinité
  - 2e des Boucles du Bas-Limousin
  - 3e du Circuit du Cantal
- 1980
  - Circuit des Monts du Forez
  - 1re étape des Trois Jours du Pays Vert
- 1982
  - 2e du Circuit des Quatre Cantons
- 1983
  - 3e de Paris-Vierzon
- 1984
  - Circuit des Quatre Cantons
  - Tour des Combrailles
  - 3e étape du Tour de Corrèze
  - 2e des Boucles de la Haute-Vienne
  - 3e du Circuit de la Vallée du Bédat
- 1985
  - Grand Prix des Fêtes de Coux-et-Bigaroque
  - Grand Prix de la Trinité
  - 3e du Circuit de la Vallée du Bédat
  - 3e du Tour du Canton de Dun-le-Palestel
  - 3e du Grand Prix d'Espéraza
- 1986
  - 2e étape du Circuit Nord-Allier
  - Circuit du Cantal
  - 2e du Circuit des Quatre Cantons
- 1987
  - 1re et 2eb étapes du Tour du Pays Vert
  - 3e du Tour du Pays Vert
  - 3e de Bordeaux-Saintes
- 1988
  - Circuit des Boulevards
- 1989
  - Grand Prix d'Issoire

## Résultats sur les grands tours

### Tour d'Espagne
2 participations
- 1973 : 56e
- 1974 : 49e